# Leadership in Energy and Environmental Design

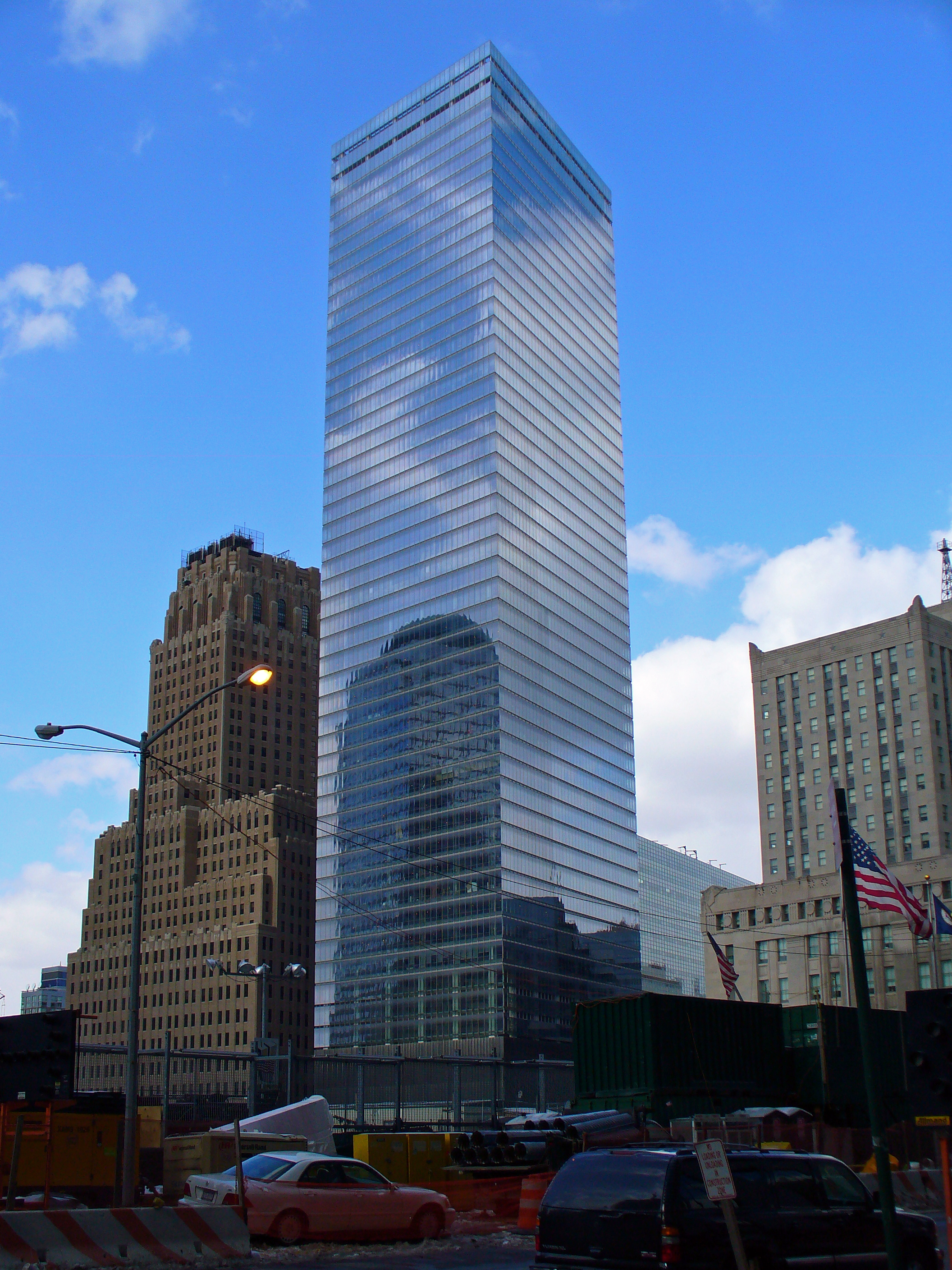
7 World Trade Center ist New Yorks erster „green office tower“ nach dem U.S. Green Building Council

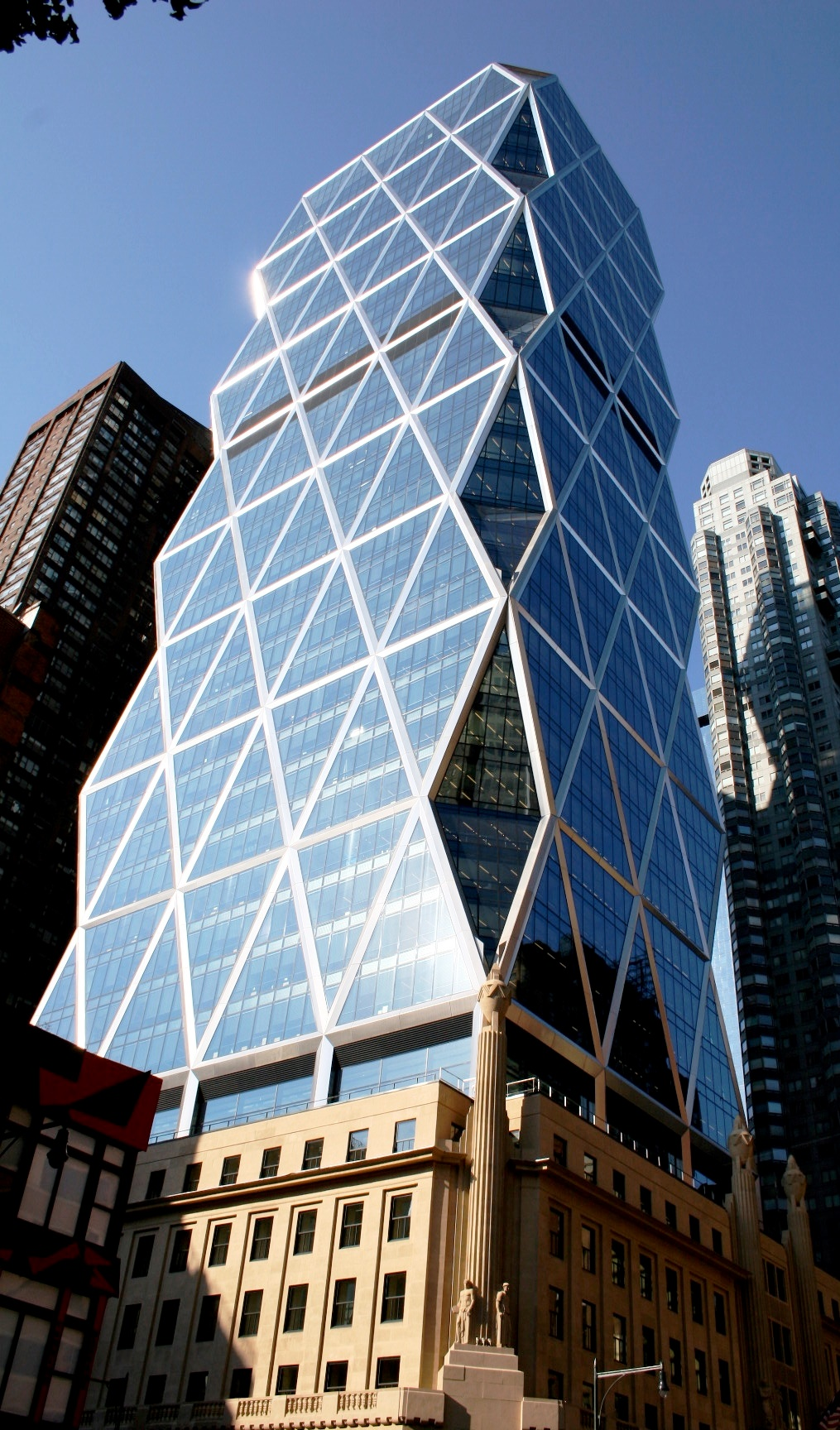
Hearst Tower, ein weiteres nach LEED-Kriterien gebautes Gebäude

Die Leadership in Energy and Environmental Design (LEED, übersetzt etwa Führerschaft in energie- und umweltgerechter Planung) ist ein System zur Klassifizierung für ökologisches Bauen, das vom U.S. Green Building Council 1998 entwickelt wurde. Es ist eine weltweit verwendete Nachhaltigkeitszertifizierung und definiert eine Reihe von Standards für umweltfreundliches, ressourcenschonendes und nachhaltiges Bauen. 

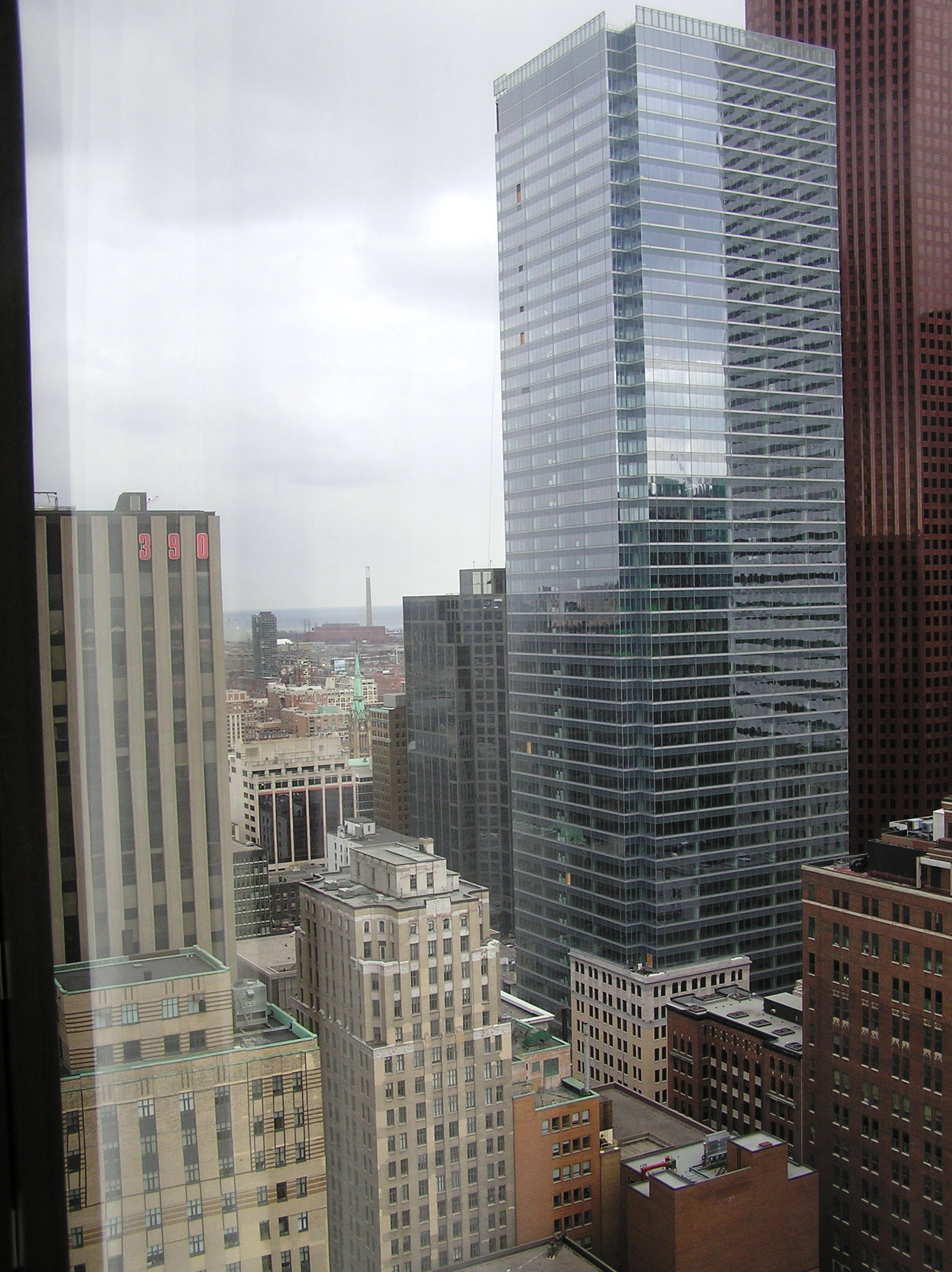
Bay Adelaide Centre, in Toronto ein nach LEED-Kriterien gebautes Gebäude

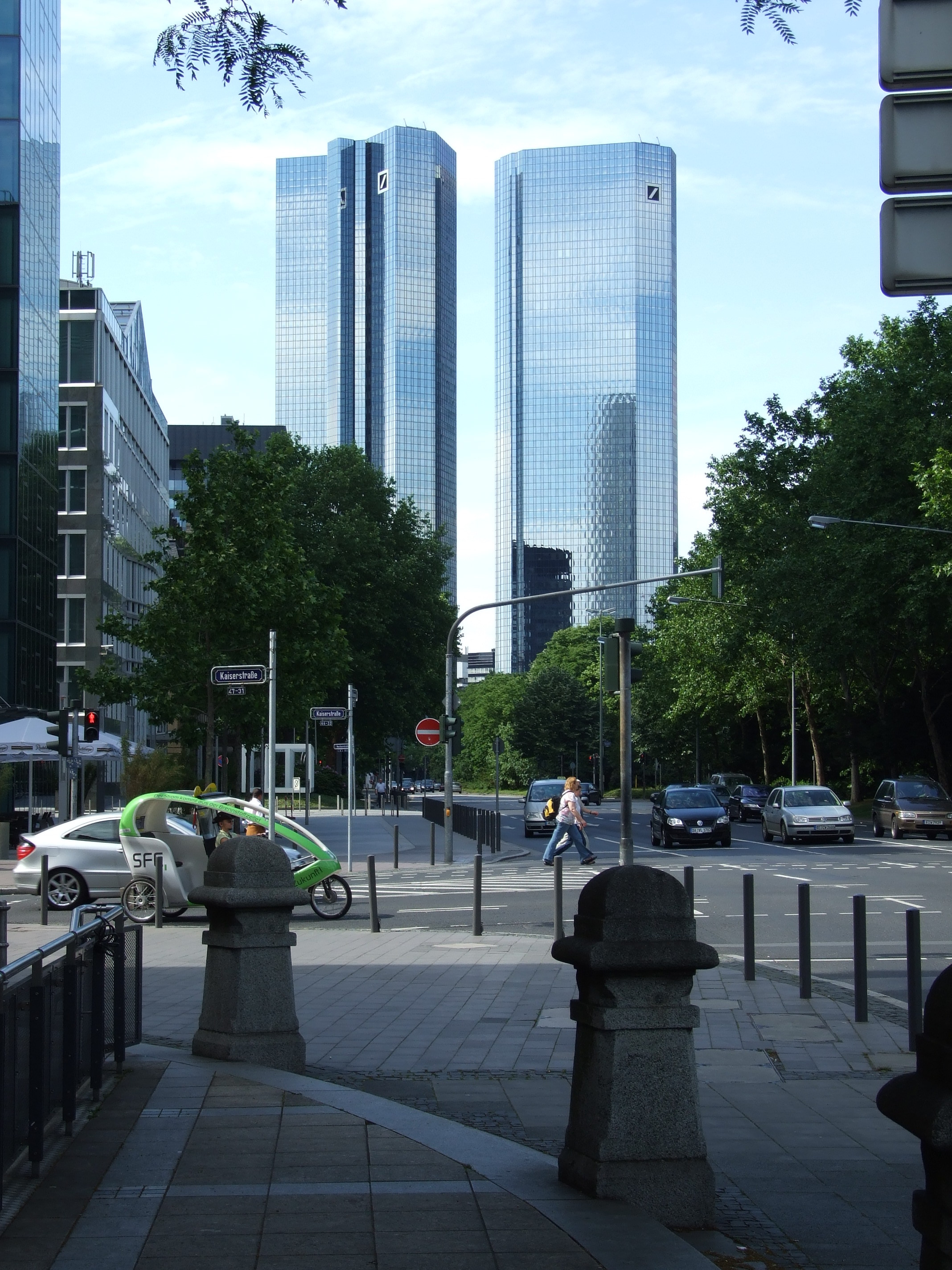
Das Deutsche-Bank-Hochhaus in Frankfurt am Main (hier mit Blick von der Kaiserstraße) wurde mit LEED (Platin) und DGNB (Gold) zertifiziert

## Zertifizierung
In der Version LEED v2.2 für Neubauten und größere Renovierungen von Gewerbeimmobilien gibt es 69 zu vergebende Punkte und die Gebäude können in 4 Qualitätsstufen eingeordnet werden:
- Certified: 26–32 Punkte
- Silver: 33–38 Punkte
- Gold: 39–51 Punkte
- Platinum: 52–69 Punkte

Im Jahr 2009 wurde die bis dahin gültige Version LEED v2.2 von LEED v3 (LEED 2009) abgelöst. 2013 wurde die neuste Version LEED v4 veröffentlicht. Im aktuellen Regelwerk sind 110 Punkte zu erreichen:
- Certified: 40–49 Punkte
- Silver: 50–59 Punkte
- Gold: 60–79 Punkte
- Platinum: 80–110 Punkte

Diese Punkteverteilung gilt für alle Systemvarianten der LEED-Zertifizierung. Gebäude verschiedenster Nutzungen können im Rahmen der Varianten Building Design + Construction, Interior Design + Construction, Existing Buildings – Operations & Maintenance, Neighbourhood Development und Dynamic Plaque zertifiziert werden. Mit LEED v4 werden Immobilien anhand diverser Kriterien in den Kategorien Lage und Verkehr, Nachhaltiger Standort, Wassereffizienz, Energie und Atmosphäre, Materialien und Rohstoffe, Innenraumqualität und Komfort sowie Innovation und Regionale Prioritäten bewertet.
In Deutschland ist seit 2012 der German Green Building Association e. V. (GGBA) offizieller Partner des U.S. Green Building Council (USGBC) und damit auf nationaler Ebene der zuständige Ansprechpartner für die komplette DACH-Region.

## Akkreditierungsstellen
„Green Building“-Fachexperten können sich durch das LEED Accredited Professional Exam akkreditieren lassen. Diese Akkreditierung autorisiert eine Person, die Beurteilung und Zertifizierung von Gebäuden nach den verschiedenen LEED-Systemen durchzuführen. Die Akkreditierung wird durch das Green Building Certification Institute verwaltet.

## Andere nationale Bewertungssysteme
- LEED international
- Deutsches Gütesiegel Nachhaltiges Bauen
- LENOZ (Lëtzebuerger Nohaltegkeets-Zertifikat) für Wohngebäude in Luxemburg[1]
- Minergie in der Schweiz
- HQE in Frankreich
- CASBEE in Japan
- Estidama in UAE
- GREEN STAR in Australien
- BREEAM in Großbritannien
- BEAM in Hongkong

Für allgemeine Darstellung von nationalen Entwicklungen siehe Artikel Green building.

## Kritik
Der LEED-Standard greift oft auf US-amerikanische Normen zurück, welche in Europa nur wenig bekannt sind. Seit einiger Zeit bieten daher auch deutsche Ingenieurbüros Berechnungen nach US-amerikanischen Normen an. Um den LEED-Standard zu erreichen, sind globale Maßnahmen festgelegt, die dann bei regionaler Betrachtung unnötig sein können (z. B. Regenwassernutzung bzw. Grauwasser-Nutzung in niederschlagsreichen Gebieten).
Auch werden gebäudetechnische Maßnahmen verlangt, die kontraproduktiv sind (z. B. Luftwechselrate von 100 m³/h bei mechanischer Lüftung (Raumlufttechnik) in Toiletten, wo die Hälfte – bei halbem Energieverbrauch und nur 70 % Investitionskosten – genügen würde.)